# V8 (рушій JavaScript)
V8 — рушій JavaScript з відкритим початковим кодом. Розроблений данським відділенням компанії Google та розповсюджується за ліцензією BSD.

## Огляд
Розробка JavaScript-рушія V8 почалася у данському відділенні Google в місті Орхус. Провідним розробником став Ларс Бак (Lars Bak).
Основними проблемами, які розв'язували розробники були швидкодія та масштабованість. Перша лабораторна версія рушія з'явилася 3 липня 2008, а вже 2 вересня було офіційно представлена версія 0.2.5, яка увійшла в перший публічний реліз Chromium.
Ларс Бак вважав, що V8 має особливості:
- Компіляція початкового коду JavaScript безпосередньо у власний машинний код, минаючи стадію проміжного байт-коду.
- Ефективна система керування пам'яттю, яка дозволяє швидко резервувати місця для об'єкту та зменшити очікування на прибирання сміття[11]
  - V8 зупиняє виконання коду під час виконання прибирання сміття.
  - V8 може точно визначати, де містяться в пам'яті об'єкти й посилання, що дозволяє уникнути витоку пам'яті при помилковій ідентифікації об'єктів як посилань.
- Введення прихованих класів й вбудованих кешів, які прискорюють доступ до властивостей та виклики функцій.

V8 виконує JavaScript-сценарії в особливих «контекстах», які по суті є окремими віртуальними машинами. Але в одному процесі може працювати тільки одна віртуальна машина, незважаючи на можливість використання декількох потоків. У Chromium це обходиться мультипроцесовою архітектурою, підвищується також стабільність і безпека через реалізацію механізму «пісочниці».
Рушій V8 відрізняється від інших рушіїв (JScript, SpiderMonkey, JavaScriptCore, Nitro) високою швидкодією та продуктивністю.

## Продукти, що використовують V8
Рушій V8 використовується в:
- браузерах (Google Chrome та Chromium);
- в складі серверних платформ Node.js[19];
- в складі десктоп-програм, наприклад, на платформі .NET/Mono.

### Браузери
- Chromium — веббраузер з відкритим кодом, на основі якого створюються низка браузерів
- Google Chrome — веббраузер від Google
- Opera від версії 13
- CoolNovo — веббраузер від Maple Studios, що розширює можливості Chromium
- SRWare Iron — веббраузер від компанії SRWare, випущені через те, що Google Chrome відправляє компанії Google відомості про користувача
- Comodo Dragon — веббраузер від Comodo з додатковими функціями, що підвищують безпеку та конфіденційність
- Flock — веббраузер, націлений на роботу з соціальними мережами[20]
- Maxthon — веббраузер з вбудованим блокатором реклами, що використовує два рушії рендеринга: WebKit і Trident[21]
- Браузер Android — мобільний браузер, що входить до Android OS[22]
- Opera для Android[23]
- Vivaldi — вебоглядач від групи колишніх працівників компанії Opera Software

### Операційні системи
- Android — операційна система від Google, призначена для комунікаторів, нетбуків і планшетів. Використовується в браузері, починаючи з Froyo
- Open webOS — операційна система від Hewlett-Packard для комунікаторів, нетбуків і планшетів. Рушій V8 використовується в браузері
- Google Chrome OS — операційна система від Google на базі проекту Chromium, орієнтована на хмарні сервіси. V8 є важливим компонентом ОС

### Серверні платформи
- Node.js

## Виноски
1. ↑  V8 Release 5.8. V8 Project. Архів оригіналу за 30 березня 2017. Процитовано 1 червня 2017.
2. ↑  Stable Channel Update for Desktop. Google Chrome Team. Архів оригіналу за 18 травня 2017. Процитовано 1 червня 2017.
3. ↑  Архівована копія. Архів оригіналу за 4 квітня 2017. Процитовано 22 травня 2013.{{cite web}}:  Обслуговування CS1: Сторінки з текстом «archived copy» як значення параметру title (посилання)
4. ↑  Офіційна підтримка з версії 3.8.2
5. 1 2  V8 JavaScript Engine. Google Code. Архів оригіналу за 15 травня 2013. Процитовано 22 травня 2013.
6. ↑  v8/LICENSE.v8 at master. Github. Архів оригіналу за 7 серпня 2021. Процитовано 1 червня 2017.
7. ↑  Ларс Бак в Санкт-Петербурге [Архівовано 8 березня 2013 у Wayback Machine.](рос.)
8. ↑  V8 JavaScript Engine initial export. Архів оригіналу за 3 жовтня 2014. Процитовано 22 травня 2013.
9. ↑  Запуск V8, Chromium и Google Chrome [Архівовано 13 березня 2015 у Wayback Machine.](англ.)
10. ↑  Огляд можливостей [Архівовано 3 грудня 2010 у Wayback Machine.](англ.)
11. ↑  Ефективне збирання «сміття» [Архівовано 17 вересня 2013 у Wayback Machine.](англ.)
12. ↑  Огляд можливостей рушія V8 на серверах [Архівовано 29 липня 2013 у Wayback Machine.] (рос.)
13. ↑  Огляд мультипроцесорної архітектури [Архівовано 19 травня 2013 у Wayback Machine.](англ.)
14. ↑  Design Elements [Архівовано 17 вересня 2013 у Wayback Machine.](англ.)
15. ↑  Speed test: Google Chrome beats Firefox, IE, Safari [Архівовано 2011-10-06 у Wayback Machine.](англ.)
16. ↑  Быстрый запуск вебприложений [Архівовано 9 серпня 2013 у Wayback Machine.](рос.)
17. ↑  Mozilla порівнює продуктивність рушіїв [Архівовано 11 вересня 2010 у Wayback Machine.] (англ.)
18. ↑  Перевірити продуктивність рушія JavaScript, що використовується браузером, можна запустивши тести V8 Benchmark Suite [Архівовано 4 березня 2013 у Wayback Machine.], SunSpider [Архівовано 27 грудня 2012 у Wayback Machine.], Kraken [Архівовано 1 липня 2020 у Wayback Machine.]
19. ↑  Jolie O'Dell (10 березня 2011). Why Everyone Is Talking About Node. Mashable. Архів оригіналу за 2 серпня 2017. Процитовано 14 червня 2014.
20. ↑  Flock меняет основу [Архівовано 7 березня 2012 у Wayback Machine.](англ.)
21. ↑  Реліз Maxthon 3 з рушієм Google V8 [Архівовано 8 жовтня 2010 у Wayback Machine.].(англ.)
22. ↑  Включення рушія V8 у мобільний браузер Froyo [Архівовано 1 січня 2011 у Wayback Machine.](англ.)
23. ↑  Первый стабильный выпуск основанного на WebKit браузера Opera для Android [Архівовано 7 червня 2013 у Wayback Machine.] // opennet.ru 21.05.2013